# Judarnas historia i Belarus
De första judarna kom till Vitryssland, numera Belarus, på 1300-talet.  År 1897 nådde den judiska befolkningen i Belarus 910 900 vilket motsvarade 14,2 procent av den totala befolkningen. Judar var den tredje största etniska gruppen i landet under första hälften av 1900-talet.
Efter det polsk-sovjetiska kriget (1919–1920), delades Belarus in i två delar; en östlig del som hamnade under sovjetisk ockupation och en västlig del som sattes under polsk ockupation, enligt Freden i Riga. Därmed hamnade omkring 400 000 av landets judar under polsk kontroll. År 1939, efter den sovjetiska annekteringen av Belarus inklusive östra Polen, det vill säga det som var västra Belarus före det polsk-sovjetiska kriget, ökade Belarus judiska population till 1 175 000. Det uppskattas att 90% av de 900 000 judarna i Belarus, dödades under Förintelsen.
De flesta belarusiska judar är av ashkenaziskt ursprung och har traditionellt sett varit jiddisch-språkiga.
Enligt den nationella folkräkningen 2019 fanns det 13 705 självidentifierande judar i Belarus. Judiska byrån uppskattar antalet judar i Belarus till 20 000, vilket motsvarar omkring 0,2 procent av landets befolkning. Antalet belarusier med judiskt påbrå antas dock vara högre.
De första judarna kom till Vitryssland, numera Belarus, på 1300-talet.  År 1897 nådde den judiska befolkningen i Belarus 910 900 vilket motsvarade 14,2 procent av den totala befolkningen. Judar var den tredje största etniska gruppen i landet under första hälften av 1900-talet.
Efter det polsk-sovjetiska kriget (1919–1920), delades Belarus in i två delar; en östlig del som hamnade under sovjetisk ockupation och en västlig del som sattes under polsk ockupation, enligt Freden i Riga. Därmed hamnade omkring 400 000 av landets judar under polskÅr 1939, efter den sovjetiska annekteringen av Belarus inklusive östra Polen, det vill säga det som var västra Belarus före det polsk-sovjetiska kriget, ökade Belarus judiska population till 1 175 000. Det uppskattas att 90% av de 900 000 judarna i Belarus, dödades under Förintelsen.
De flesta belarusiska judar är av ashkenaziskt ursprung och har traditionellt sett varit jiddisch-språkiga.
Enligt den nationella folkräkningen 2019 fanns det 13 705 självidentifierande judar i Belarus. Judiska byrån uppskattar antalet judar i Belarus till 20 000, vilket motsvarar omkring 0,2 procent av landets befolkning. Antalet belarusier med judiskt påbrå antas dock vara högre.

## Tidig historia
De belarusiska judarnas ursprung har varit föremål för många spekulationer. Historiker menar att de härstammar från två distinkta strömmar av judisk invandring. Den äldre och betydligt mindre av dessa två strömmar emigrerade österifrån till det territorium som senare skulle bli Storfurstendömet Litauen, vilket till stor del var på den mark som idag är Belarus. Dessa tidiga invandrare talade judeo-slaviska dialekter, vilket skilde dem från de senare judiska invandrarna från germanska länder. De tidigaste bevisen för judisk invandring till området kommer från 1400-talet, men vissa historiker hävdar att judar faktiskt kan ha funnits i området ännu tidigare.
Även om ursprunget till judarna som invandrade från öst är oklart, tyder historiska fakta på att de var flyktingar från Babylonien, Palestina, Bysantinska riket och andra områden mellan Östersjön och Svarta havet. Den senare och mycket större strömmen av invandring uppstod i samband med förföljelser från Nordiska korståg. Det traditionella språket för den stora majoriteten av litauiska judar, jiddisch, är till stor del baserat på den medeltida tyska och hebreiska som talades av de germanska judiska invandrarna.

## Utvisning av judarna år 1495 och återkomsten år 1503
Den inställning till judarna som de litauiska härskarna hade haft i generationer förändrades oväntat och radikalt genom ett dekret som utfärdades av Litauens kung Aleksander Jagiellon i april 1495. Genom detta dekret beordrades alla judar som bodde i Litauen att lämna landet. Orsakerna till den oväntade utvisningen var förmodligen många, inklusive religiösa skäl och behovet av att förbättra ekonomin hos urbefolkningen genom att konfiskera judarnas pengar. 
År 1501 blev Jagiellon även kung i Polen. I hans nya välde bodde många av de judar som tidigare hade fördrivits av honom från Litauen. Eftersom det var svårt för honom att förvisa dem från Polen på grund av deras rikedomar, deras stora antal och beskyddet från den inflytelserika polska adeln, bestämde han sig för att låta dem återvända till Litauen år 1503.

## Judar i Belarus under det Ryska imperiet

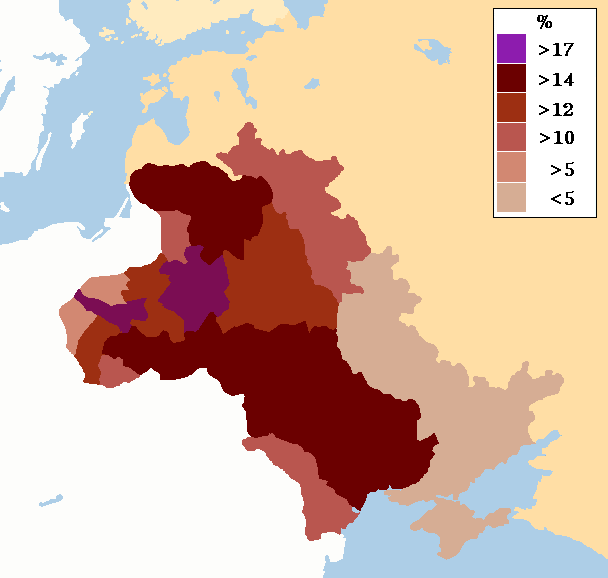
Judiska bosättningsområdet i Kejsardömet Ryssland, ca. 1905.

I slutet av 1800-talet flydde många belarusiska judar från Östeuropa till den Nya världen på grund av konflikter och pogromer från de ryska tsarernas antisemitism. Miljontals judar, inklusive tiotusentals judar från Belarus, emigrerade till USA och Sydafrika. Ett litet antal emigrerade också till Brittiska Palestinamandatet.

## Efter oktoberrevolutionen
Judiska organisationer, inklusive Der Bund, deltog i skapandet av den Belarusiska folkrepubliken år 1918. Republiken upphörde dock att existera år 1919 och blev senare en del av Sovjetunionen.
Under de första åren av sovjetmakten, på 1920-talet, var jiddisch ett officiellt språk i östra Belarus tillsammans med belarusiska, polska och ryska.

## Andra världskriget
Grymheter mot den judiska befolkningen i de tyskerövrade områdena började nästan omedelbart efter de tyska truppernas intåg i landet år 1941. Einsatzgruppen samlade ihop judar och sköt ihjäl dem. Lokala antisemiter uppmuntrades att genomföra sina egna pogromer. I slutet av 1941 fanns det mer än 5 000 soldater som ägnade sig åt att samla ihop judar och döda dem. Industrialiseringen av dödandet ledde till antagandet av den slutgiltiga lösningen och Operation Reinhard. 90 procent av alla judar i Belarus mördades under andra världskriget. Massmordet på judar gjorde att jiddisch, som var modersmål för majoriteten av judarna före kriget, i princip försvann från republikens gator och torg. De flesta av de judar som överlevde förintelsen assimilerade sig och gick så småningom över till att prata ryska.

## Sent 1900-tal till modern tid

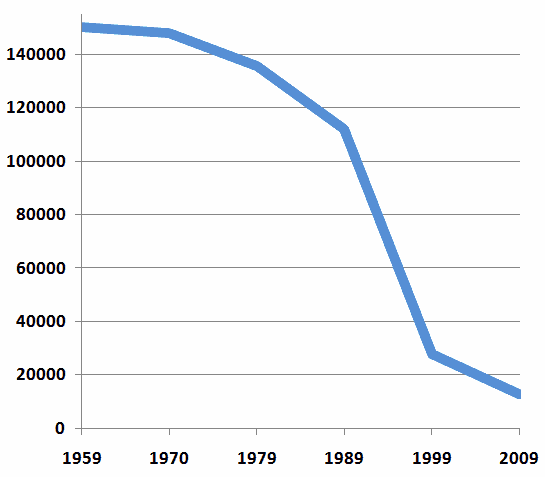
Judisk befolkning i Belarus (officiell folkräkningsdata)

1968 arresterades flera tusen judiska ungdomar för sionistisk verksamhet.
Under andra hälften av 1900-talet immigrerade en del av Belarus judar till Israel såväl som till USA. 1979 fanns det 135 400 judar i Belarus; ett decennium senare fanns 112 000 kvar. Kollapsen av Sovjetunionen och Belarus självständighet ledde till att större delen av den judiska befolkningen i landet, precis som majoriteten av judarna från övriga post-sovjetiska länder, utvandrade.
I oktober 2007 anklagades Belarus auktoritära president Aleksandr Lukasjenko för att ha gjort antisemitiska uttalanden. Under en direktsändning på statlig radio adresserade han det "bedrövliga tillståndet i staden Babrujsk" och sa: "Detta är en judisk stad, och judarna bryr sig inte om den plats de bor på. De har förvandlat Babrujsk till en svinstia. Titta på Israel - jag var där och såg det själv... Jag uppmanar judar som har pengar att komma tillbaka till Babrujsk." Från att ha utgjort omkring hälften av stadens befolkning år 1939, fanns det år 1999 endast drygt 1000 judar kvar i Babrujsk.
I samband med protesterna i Belarus mot det uppgjorda presidentvalet i landet år 2020, vilka manifesterade det belarusiska folkets missnöje med politiken i landet, ökade den judiska utvandringen med 69 procent jämfört med året innan.

## Personer av belarusisk-judiskt ursprung
- Leonard Adleman, matematiker och ingenjör
- Menachem Begin, politiker
- Eliezer Ben-Jehuda, lingvist och författare
- Michael Bloomberg, affärsman och politiker
- Sacha Baron Cohen, skådespelare och komiker
- Boris Gelfand, stormästare i schack
- Hesia Helfman, revolutionär
- Jared Kushner, affärsman och politiker
- Ida Rosenthal, affärskvinna
- Sheryl Sandberg, företagsledare
- Issai Schur, matematiker
- Chaim Weizmann, politiker